# 暗蓝刺皮耳
暗蓝刺皮耳（学名：Heterochaete lividofusca）是属于银耳目银耳科刺皮耳属的一种真菌，群生于阔叶树枯枝上。该种分布于中国、巴西、古巴、厄瓜多尔、墨西哥等地。